# ローア
ローア（Lore）は、アメリカのSFテレビドラマ、『スタートレック』シリーズの『新スタートレック』に登場するアンドロイド。ブレント・スパイナーが演じたが、ローアとデータは全く同じ外見で、さらに第77話『永遠の絆』では二人の父スン博士も演じているため、スパイナーは『新スタートレック』シリーズで一人三役を演じた（TNGシリーズ最終話となる映画『ネメシス』では、ローアよりも先に作られた『兄』のB-4も演じており、これを含めるとブレントは四役演じている）。
日本語吹替版の声優は『新スタートレック』では牛山茂。『スタートレック:ピカード』時は大塚芳忠。

## 概要
『新スタートレック』の主要登場人物であるアンドロイド、データやB-4と同じく、サイバネティックス研究の権威ヌニエン・スン博士によって生み出されたヒューマノイド型アンドロイドである。惑星連邦の植民惑星オミクロン・セータのスン博士の研究所で開発、起動される。
非常に完成度の高いアンドロイドであり、外見と能力はデータとほぼ同一である。データより先に作られたため、データにとっては「兄」にあたる。

## 劇中での活躍

### 誕生時
データとの唯一の違いは、ローアには感情がプログラムされていた事である。彼は言葉を短縮して喋ることができ、ユーモアのセンスも持ち合わせているので、その物腰はデータより人間的に見える。しかしプログラムが不完全であったためか、邪悪で歪んだ性格を身に付けてしまい、その粗暴な振る舞いを植民星の人々に恐れられ、機能停止、解体されてしまう（本来ローアはデータと同じ素直な性格である。オミクロン・セータコロニーの人々よりも優秀すぎた能力を素直に表現しすぎた事でコロニーの人々の反発をかってしまい、嫉妬や妬み的反発の中で性格が歪んだとも見られる）。この失敗を元に、スン博士は感情を持たないアンドロイドの開発を目指し、その結果生み出されたのがデータである（アンドロイドの共同開発者として、スン博士の当時の妻「ジュリアナ・テイナー」博士がいた事が、後年本人よりデータ少佐に告げられる（実はこの時のジュリアナは、スン博士がデータより後に開発したアンドロイドである））。
ローアが解体され、データが完成されてから程なくして、オミクロン・セータ星は、正体不明の水晶体に襲撃され、壊滅してしまう。実は、この水晶体を呼び寄せたのはローアの仕業である。データは休止状態で保管されていたために難を逃れ、事件後に調査に訪れた宇宙船トリポリ号のクルーに救助される。この時ローアは発見されない。

### エンタープライズとの出会い
それから二十数年後、ジャン＝リュック・ピカード艦長指揮下のU.S.S.エンタープライズDが再びオミクロン・セータを訪問する。その中には、宇宙艦隊士官に昇進したデータの姿もある。かつてのスン博士の研究室で解体されたローアを発見したエンタープライズのクルーたちは、彼が解体された経緯も知らぬまま彼をエンタープライズに持ち帰り、再起動させてしまう。当初ローアは慇懃に振る舞い、データも突然兄弟が出来たことで好奇心を隠し切れない様子であるが、ローアは次第に邪悪な本性を見せ始め、データを罠にかけて入れ替わってしまう。そして密かに例の水晶体を呼び寄せ、エンタープライズをいけにえとして差し出そうとするが、唯一ローアの入れ替わりに気づいたウェスリー・クラッシャーとデータの決死の活躍で、ローアは船外に
放り出され、水晶体も退散する（第13話『アンドロイドの裏切り』（Datalore））。

### スン博士との再会
その後、オミクロン・セータから辛くも脱出し、テルリナ3号星で研究を続けていたスン博士が、開発に成功した感情チップをデータに与えようと、あらかじめ組み込まれていたプログラムを起動して彼を呼び寄せた際、同じプログラムを組み込まれていたローアもその場に現れる。船外に放り出されてから2年程の間、浮遊物のごとく宇宙を漂っていたローアであるが、偶然通りかかったパクレッド人の宇宙船に救助されている。過去のいきさつを知るデータはローアを危険視するが、スン博士は家族が揃ったと喜び、ローアには更生するチャンスと時間がなく、分解したのも後日修理するつもりだった、と彼を弁護する。しかし、ローアの感情の歪みは博士の予想より深刻なものである。ローアは策略を用いて2人を欺き、データに与えるはずの感情チップを奪うと、博士に重傷を負わせてその場から逃走する。程なくしてエンタープライズのクルーたちがデータを探しにやって来たが、心身ともに弱り果てていたスン博士は間もなく息を引き取る（第77話『永遠の絆』（Brothers））。

### ボーグとの関係
ローアがデータとエンタープライズの前に再び姿を現した時、彼は『感情を持ったボーグ』の指導者として君臨している。ピカードたちが感情の芽生えたボーグ・ドローン「ブルー」（第123話『ボーグ"ナンバー・スリー"』（"I, Borg"））を送り返したことで、一部のボーグたちが自我に目覚めてしまい、集合体から切り離された彼らは船の操縦も出来ない程に混乱する。その混乱に乗じたローアは、彼らを『完全な人工生命体になれば解決する』『君の協力が必要なんだ』などと言いくるめて支配下に置くことに成功している。さらにローアはデータすらも、スン博士から奪った感情チップや、一部プログラムの停止を利用して味方に引き込み、惑星連邦の転覆を目論む。だが、ピカードやブルーらの活躍によってデータは元に戻り、ボーグ支配計画は頓挫する。ローアは逃亡を図るが、データに撃たれ、再び機能停止、解体される（第152/153話『ボーグ変質の謎』（Descent））。
“博士から奪った感情チップ”はローアより回収されるが、故障している。データは感情チップは混乱を起こすとして破壊を考えるが「感情はデータの夢」として親友のジョーディ・ラ＝フォージ少佐が押しとどめる（後に修理されて映画『ジェネレーションズ』以降においてデータに装着されている）。

### 人格データとして
『スタートレック:ピカード』では、新規に製造された老いたデータの外見の筐体の中に、データ、B-4、ラルなどの人格データとともに入れられ、デイストローム研究所の宇宙ステーションに保存されている。ウォーフ、ライカーなどに発見・回収されてジョーディに再起動されたのち、筐体の支配権をめぐりデータと争うも、データにより人格を統合される。